# Guillermo Bruce
Guillermo Bruce Bascuñán (8 de octubre de 1931—Santiago, 26 de junio de 2011) fue un actor y comediante chileno.

## Carrera artística
Se inició como actor en el elenco de la obra televisiva La pérgola de la flores, original de Francisco Flores del Campo. Luego comenzó a participar en el género del vodevil, principalmente en las revistas de la compañía Bim Bam Bum. En 1971 participó en la película Los testigos de Charles Elsesser y en febrero y marzo de dicho año fue parte del elenco del Tren Popular de la Cultura.
Durante la década de 1980, participó en el programa de televisión Sábados gigantes, de Canal 13, realizando rutinas humorísticas y skecthes. Uno de sus personajes más recordados es «Angulo», uno de los miembros del trío «Pinto, Paredes y Angulo», que realizaba junto a Eduardo Thompson y Gilberto Guzmán. En las rutinas casi siempre era el «servidor», nombre con el que se conoce al humorista que prepara el diálogo para que otro dé remate el chiste.
Bruce fue uno de los impulsores del vídeo picaresco junto a Jorge Franco y vedettes de moda en 1989, con la película El cartero chifla dos veces, y más tarde con Flor de hotel: un hotel peculiar. Dicho género fue una forma de comedia muy popular en Chile a comienzos de la década de 1990, siendo continuado en los años venideros por comediantes como Ernesto Belloni, entre otros.
En 2006 fue protagonista del videoclip de «Almacén», sencillo del disco Desde el batiscafo del grupo de funk rock chileno Chancho en Piedra.

## Complicaciones de salud y muerte
El año 2005 sufrió un accidente vascular, lo que le provocó una parálisis en la mitad de su cuerpo. Al año siguiente tuvo una infección renal que le significó internarse en el Hospital San Borja Arriarán. Ello, sumado al cáncer de próstata que poseía, le significó dejar los escenarios y a vivir en precarias condiciones sus últimos años.
El 26 de junio de 2011 fue llevado de urgencia a la Posta Central en Santiago debido a un paro cardiorrespiratorio, que le provocó la muerte.